# Mario Zafred
Mario Zafred (* 21. Februar 1922 in Triest, Friaul-Julisch Venetien; † 22. Mai 1987 in Rom) war ein italienischer Komponist, Dirigent und Musikkritiker. Neben klassischen Kompositionen für den Konzertsaal schuf er auch einige musikalische Werke für das italienische Kino der 1950er Jahre. Darunter die Musikscores für Filme wie Achtung, Banditi!, Chronik armer Liebesleute, Die schönen Mädchen von Florenz oder Die Frau des Tages.

## Leben und Werk
Mario Zafred wurde 1922 in der italienischen Region Friaul-Julisch Venetien geboren. Zafred studierte 1946 Komposition bei seinem bekannten Landsmann Ildebrando Pizzetti an der Accademia Nazionale di Santa Cecilia in Rom. Nach seinem Studium arbeitete er von 1949 an als Musikkritiker bei der italienischen Tageszeitung L’Unità. Im Einklang mit seiner politischen Überzeugung verwandte er in seiner eigenen Musik eine vereinfachte Formensprache ähnlich den Vorbildern bekannter sowjetischer Komponisten. Unter seinen klassischen Werken finden sich fünf Sinfonien, eine Kantate für Viola und Orchester, verschiedene Streichquartette, drei Piano-Trios und ein Concerto für 2 Pianos.
In den 1950er Jahren komponierte er auch einige Filmmusiken für das italienische Kino. Unter anderem die beiden Soundtracks zu Carlo Lizzanis Dramen Achtung, Banditi! und Chronik armer Liebesleute, wo er bei letzterem gleichzeitig auch das Dirigat übernahm und 1954 für diesen Film mit dem Nastro d’Argento für die Beste Filmmusik ausgezeichnet wurde. Des Weiteren schrieb er die Musik für Valerio Zurlinis Komödie Die schönen Mädchen von Florenz und für Francesco Masellis Drama Die Frau des Tages mit Virna Lisi in der Hauptrolle. Ferner arbeitete er mit den Regisseuren Gianni Puccini und Tullio Covaz zusammen. Seine letzte Filmkomposition entstand im Jahr 1958 für die Komödie Giovani mariti von Regisseur Mauro Bolognini.
Neben seiner Tätigkeit als Komponist und Dirigent war er von 1968 bis 1974 künstlerischer Leiter der Oper von Rom und von 1973 bis 1983 Präsident der Akademie Santa Cecilia.
Mario Zafred starb am 22. Mai 1987 65-jährig in Rom.

## Auszeichnungen
- 1954: Nastro d’Argento in der Kategorie Beste Filmmusik für den Film Chronik armer Liebesleute

## Filmografie (Auswahl)

### Spielfilme
- 1951: Achtung, Banditi! (Achtung! Banditi!)
- 1951: Il capitano di Venezia
- 1952: Una croce senza nome
- 1954: Chronik armer Liebesleute (Cronache di poveri amanti)
- 1955: Die schönen Mädchen von Florenz (Le ragazze di San Frediano)
- 1957: Die Frau des Tages (La donna del giorno)
- 1958: Giovani mariti